# Cellera de Catllà
La Cellera de Catllà és el recinte medieval primigeni del poble de Catllà, a la comarca del Conflent, de la Catalunya del Nord.
Envoltava el recinte primigeni del poble de Catllà, amb el recinte clos format al voltant de l'església parroquial de Sant Andreu.

## Història
Catllà està documentat des del 948, amb la forma Castellanum, mentre que les documentacions següents demostren l'evolució del topònim: villa Castellani el 968 i el 1011, Catllà el 1612 i 1750. El poble de Catllà d'ençà el segle X fou propietat de l'abadia de Sant Miquel de Cuixà, per donacions diverses, sobretot dels comtes de Cerdanya; la primera constatació d'aquest domini apareix en una butlla del papa Joan XIII, el 968, i s'estengué fins a la fi de l'Antic Règim.

## El recinte de la cellera

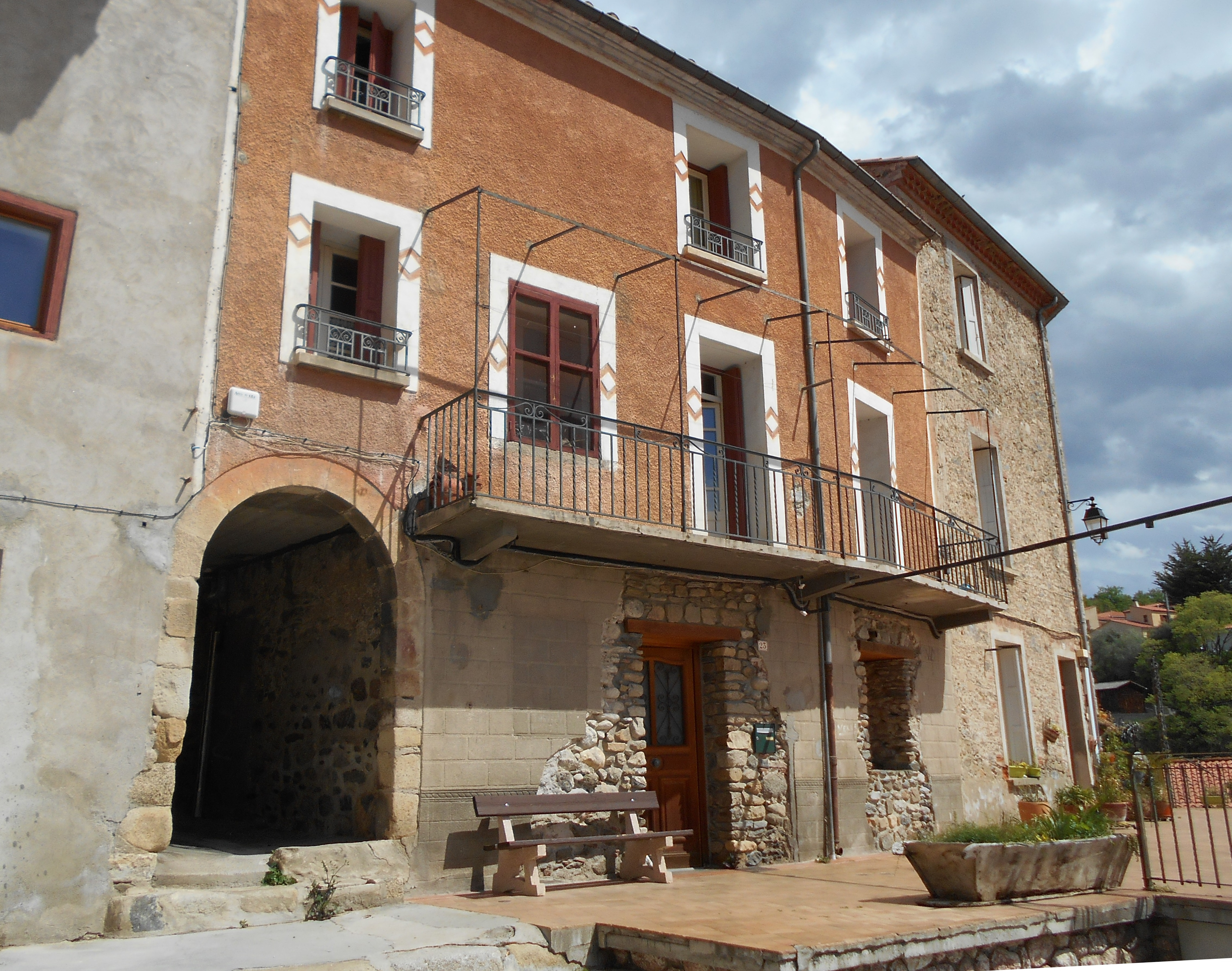
Recinte i porta de la cellera

Era un recinte reduït, d'unes quinze passes de radi, centrada en l'església parroquial de Sant Andreu, i amb el cementiri al sud-oest, fora del recinte. L'engrandiment de l'església parroquial destruí ben bé la meitat nord de la cellera, de manera que es conserva poc més que els costats oriental i meridional. Pocs metres a migdia de l'església es conserva el portal d'entrada a la cellera, força ben conservat. Actualment s'obre a la Plaça de la República, i està envoltat de cases construïdes damunt del que era el perímetre de la cellera. És un arc de mig punt fet amb dovelles de granit, amples i no gaire llargues, ben tallades i polides i col·locades de manera perfecta. A l'interior hi ha restes de la porta: uns ferros que la sostenien. La volta interior del passadís de la porta va ser desfigurada, ja que hi van construir un sostre pla de ciment. El portal està emmarcat per un seguit llarg de cases que ressegueixen la planta primitiva de la cellera.